# Saphenophis
Saphenophis — рід змій родини полозових (Colubridae). Представники цього роду мешкають в Колумбії та Еквадорі.

## Види
Рід Saphenophis нараховує 5 видів:
- Saphenophis antioquiensis (Dunn, 1943)
- Saphenophis atahuallpae (Steindachner, 1901)
- Saphenophis boursieri (Jan, 1867)
- Saphenophis sneiderni Myers, 1973
- Saphenophis tristriatus (Rendahl & Vestergren, 1941)

## Етимологія
Наукова назва роду Saphenophis походить від сполучення слів дав.-гр. σαφηνης — очевидний, ясний і οφις — змія.